# Condado de Camden (Geórgia)
O Condado de Camden é um dos 159 condados do Estado americano de Geórgia. A sede do condado é Woodbine, e sua maior cidade é St. Marys. O condado possui uma área de 2 027 km², uma população de 43 664 habitantes, e uma densidade populacional de 27 hab/km² (segundo o censo nacional de 2000). O condado foi fundado em 5 de fevereiro de 1777.